# Allan Wlk
Allan Steven Wlk Duré, mais conhecido apenas como Allan Wlk (Assunção, 1 de março de 2003) é um futebolista paraguaio que atua como centroavante. Atualmente defende o Celaya, emprestado pelo Olimpia.

## Carreira

### Olimpia
Nascido na capital do Paraguai, Assunção, Wlk iniciou sua trajetória no Club Mcal de Estagarriba. Depois, passou para o Nacional onde ficou até os 12 anos e passou a integrar as categorias de base do Olimpia. Foi artilheiro da base por três anos seguidos: 2017 (39 gols), 2018 (37 gols, além do Torneio Clasura com 19 gols) e em 2019 (55 gols), batendo o recorde de maior artilheiro da base do clube com 131 tentos.
Esse destaque no ano de 2019 o fez ser chamado para a pré-temporada integrado do elenco principal em 2020, mas acabou quase não jogando devido a Pandemia de COVID-19. Em 2021, estendeu seu contrato até 2025 com o Olímpia. Em 2023 fez sua estreia pelo profissional do Olímpia, no dia 12 de março na vitória por 2–1 sobre o General Caballero de Juan León Mallorquín no Campeonato Paraguaio, onde atuou por 59 minutos antes de ser substituído.

### Celaya FC
Pouco utilizado no Olímpia, Wlk foi anunciado por empréstimo ao clube mexicano e da segunda divisão Celaya FC por uma temporada, com opção de compra de 50% de seus direitos ao fim.

## Seleção paraguaia

### Sub-16
Integrou o elenco campeão do Quadrangular de Portugal batendo a Bélgica por 4–1 na rodada decisiva, onde fez um dos gol.

### Sub-20
Foi um dos convocados para representar o Paraguai nos Jogos Sul-Americanos de 2022, onde a Albirroja ganhou a medalha de ouro e Wlk fez o gol da vitória sobre a Colômbia por 1–0 na final. Também finalizou o torneio como artilheiro do certame com seis gols.
Também foi convocado para o Sul-Americano da categoria em 2023 na Colômbia, onde foi observado pelo Real Madrid no torneio junto com outros dois colegas de equipe. Fez o primeiro gol de sua Seleção no torneio, na vitória de 1–0 sobre os anfitriões. Terminou a competição com dois tentos.

## Vida pessoal
Allan tem ascendência checa por parte de seu bisavô, refugiado de Guerra que emigrou em Colonia Independencia, uma cidade do Paraguai. Suas principais referências no futebol são os centroavantes Roque Santa Cruz, um dos maiores jogadores da história do Paraguai, e Erling Haaland.

## Títulos

### Seleção Paraguaia

#### Sub-20
- Medalha de ouro nos Jogos Sul-Americanos de 2022

### Prêmios individuais
- Artilharia dos Jogos Sul-Americanos de 2022: 6 gols